# جائزة المأمونية الأدبية
جائزة المأمونية الأدبية هي جائزةٌ أدبيةٌ مغربيَّة تأسَّست لترويج الأدب المغربي المكتوب بالفرنسية. مُنحت الجائزة من عام 2010 إلى عام 2015 وتُقدَّرُ الجائزة بـ200.000 درهم (حوالي 22.000 دولار في عام 2015).
مُنحت الجائزة من قِبل فندق المأمونية في مراكش، والذي استضاف أيضًا احتفالات الجائزة كل عام. اختارت هيئة مُحلفين مُكونة من شخصيات أدبية معروفة المُتلقي من عدد مُتفاوت من الترشيحات كل عام. من عام 2011 على رأس لجنة التحكيم الكاتبة والناقدة الفرنسية كريستين أوربان رئيسةً. وكان من بين أعضاء لجنة التحكيم الآخرين الكتاب دوغلاس كينيدي (الولايات المتحدة الأمريكية)، وماري لابيرج (كندا)، وفنسنت إنجل (بلجيكا)، وألان مابانكو (جمهورية الكونغو). المُستلم الأكثر شهرة على الصَّعيد الدولي هي الكاتبة الفرنسية المغربية ليلى السليماني، التي فازت لاحقًا بجائزة غونكور في فرنسا. بسبب مشاكل مالية لم تُمنح الجائزة بعد عام 2015.

## الحاصلون عليها
- 2010 ماحي بينبين
- 2011 محمد لفتاح
- 2012 محمد نضالي
- 2013 رشيد أو
- 2014 رضا دليل
- 2015 ليلى السليماني

## المَراجِع
1. 1 2  Badra Berrissoule:5 nominés au prix de la littérature de La Mamounia. L'economiste, 2015-07-09 نسخة محفوظة 13 يونيو 2018 على موقع واي باك مشين.
2. ↑  Marianne Payot: Prix littéraires: Rachid O., lauréat du 4e prix de La Mamounia. L'express, 2013-09-30 نسخة محفوظة 13 يونيو 2018 على موقع واي باك مشين.
3. ↑  Le gagnant du prix littéraire de la Mamounia est désormais connu نسخة محفوظة 2018-02-22 على موقع واي باك مشين.. H24, 2015-09-19 [وصلة مكسورة]
4. ↑  Prix littéraire : La 7e édition du prix de la Mamounia n’aura pas lieu. Yabiladi, 2016-06-09 نسخة محفوظة 13 يونيو 2018 على موقع واي باك مشين.